# Carves
Carves är en kommun i departementet Dordogne i regionen Nouvelle-Aquitaine i sydvästra Frankrike. Kommunen ligger i kantonen Belvès som tillhör arrondissementet Sarlat-la-Canéda. År 2022 hade Carves 101 invånare.

## Befolkningsutveckling
Antalet invånare i kommunen Carves
Referens:INSEE